# Niwy Ostrołęckie
Niwy Ostrołęckie – wieś sołecka w Polsce położona w województwie mazowieckim, w powiecie grójeckim, w gminie Warka.
W latach 30. XX w. powstała z rozparcelowanego dworu w Ostrołęce. W wykazie urzędowym jako wieś pojawia się w roku 1952.
W latach 1975–1998 miejscowość administracyjnie należała do województwa radomskiego.